# Swashbuckle
Swashbuckle (engl.: „Säbelrasseln“) ist eine 2005 gegründete US-amerikanische Pirate-Thrash-Metal-Band.

## Geschichte

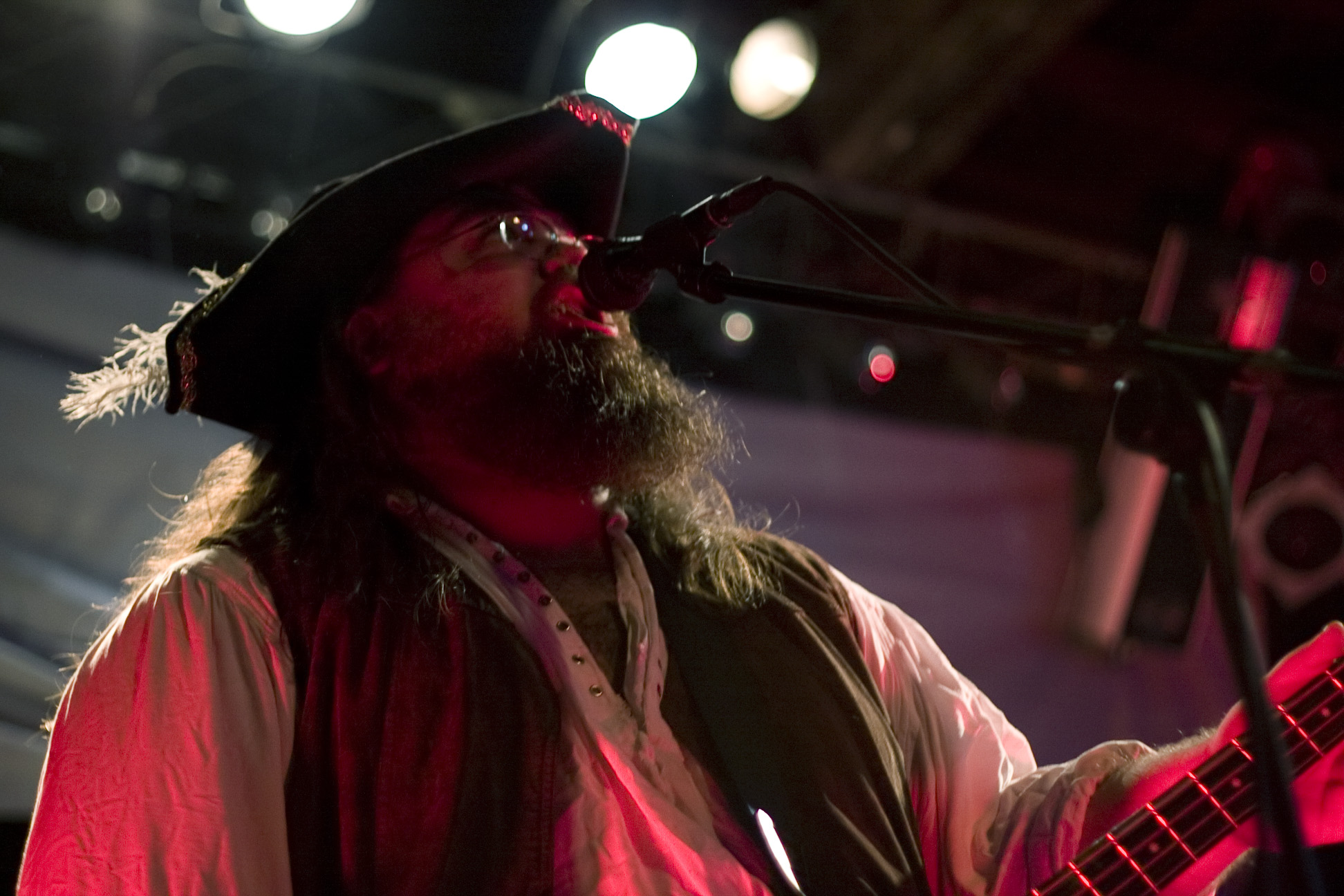
Admiral Nobeard auf dem Paganfest America 2009

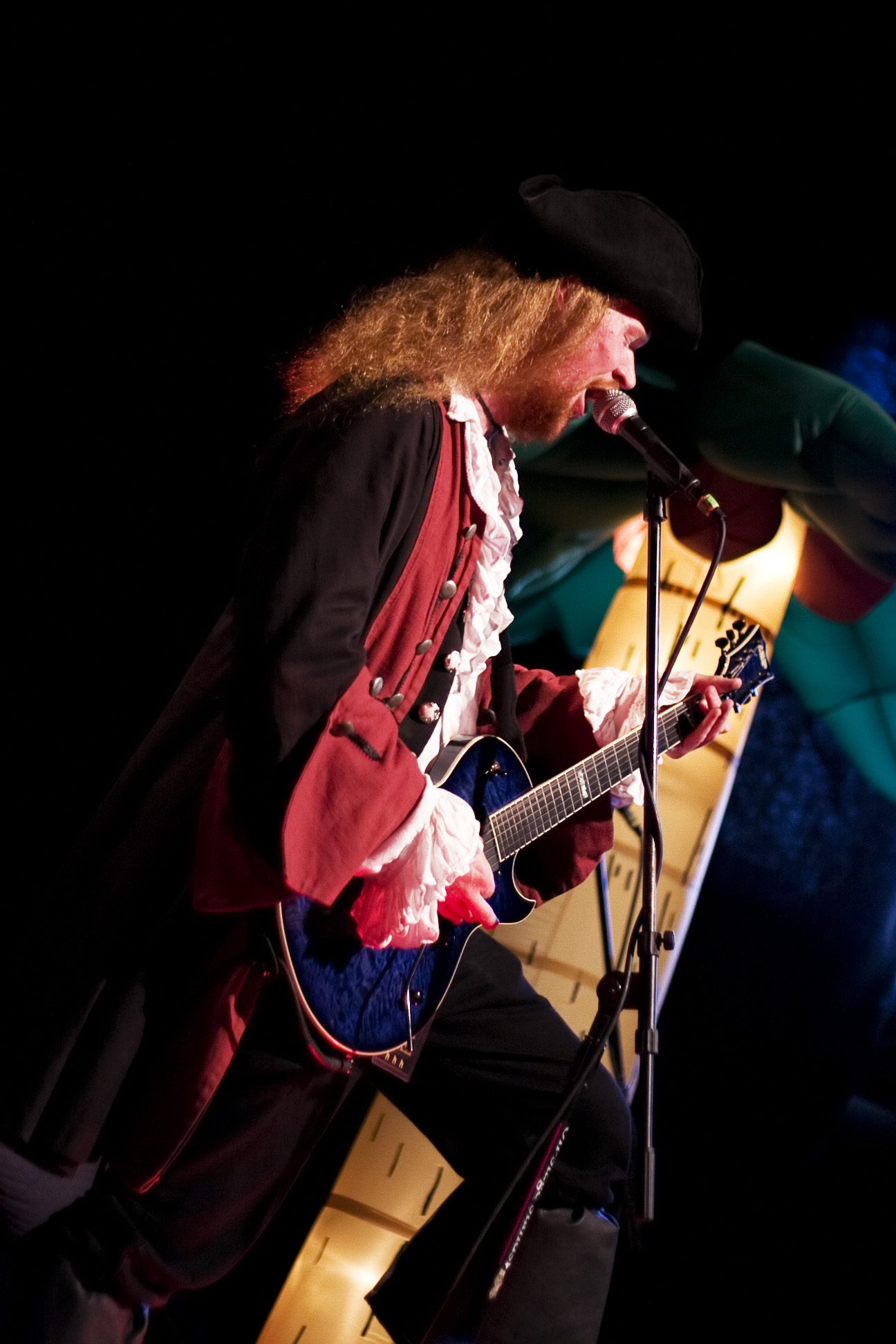
Commodore Redrum auf dem Paganfest America 2009

Nach einer Begegnung während eines Konzerts im Jahr 2005 wurden Swashbuckle von Admiral Nobeard (Gesang, Bass) und Commodore Redrum (Gitarre) gegründet. Als Schlagzeuger kam Captain Crashride hinzu. Zwischenzeitlich gehörte auch ein zweiter Gitarrist zur Band; dieser wurde jedoch nach kurzer Zeit wieder gefeuert. Es wurden zwei Demos unter den Namen Demo und Yo Ho Demo aufgenommen und noch im selben Jahr über Poop-Deck Records veröffentlicht.
Im Jahr 2006 gingen Swashbuckle in ein Studio und nahmen ihr Debütalbum Crewed by the Damned auf, welches am 10. Oktober 2006 über Bald Freak Music veröffentlicht wurde. Für das Album wurden alle bereits auf den Demos veröffentlichten Stücke neu aufgenommen.
Durch viele Auftritte in der Umgebung von New Jersey konnte sich die Gruppe schnell einen Namen in der lokalen Szene machen. 2008 nahm die Band an einem Nachwuchswettbewerb auf Myspace teil, der von Nuclear Blast veranstaltet wurde. Aus den etwa 3000 teilnehmenden Bands gingen Swashbuckle als Sieger hervor. Über den Kataklysm-Frontmann Maurizio Iacono konnten sie außerdem einen Management-Vertrag unterzeichnen. Auch Ron „Bumblefoot“ Thal gehört zu den Unterstützern der Band, seit er sie einmal bei einem Auftritt gesehen hatte. Laut Aussage der Bandmitglieder hat Thal den Status eines Mentors für die Gruppe. Für Back to the Noose steuerte er außerdem einige Gitarrensoli bei.
Am 24. Juli 2009 wurde das zweite Album Back to the Noose über Nuclear Blast veröffentlicht. Zuvor wurde am 19. Mai das Video zu Cruise Ship Terror vorgestellt; im Juni und Juli folgten insgesamt vier Video-Trailer zum Album. Seit dem 16. Juli kann das gesamte Album als Audiostream auf Myspace angehört werden.
Durch den Deal mit Nuclear Blast hat die Band 2009 bereits einige Auftritte auf Festivals in Deutschland, Österreich und der Schweiz absolviert und wurde auch für das Paganfest und das Wacken Open Air 2009 gebucht. Auf dem Wacken Open Air fand am 31. Juli die offizielle Release-Party von Back to the Noose statt.
Im April 2010 wurde bekanntgegeben, dass Schlagzeuger Captain Crashride die Band verlassen hat. Er wurde durch Bootsmann Collins ersetzt.
Am 10. September 2010 wurde das dritte Studioalbum veröffentlicht, das den Titel Crime Always Pays trägt. Auf dem Album haben unter anderem Anna Murphy und Meri Tadić von Eluveitie Gastauftritte.
Anfang April 2011 wurde bekanntgegeben, dass Legendary Pirate King Eric "The" Brown Bootsman Collins am Schlagzeug ablösen wird.

## Stil
Swashbuckle spielen eine Mischung aus schnellem Hardcore-Punk und Thrash Metal. In dieser Hinsicht weisen sie musikalische Parallelen zu Bands wie Municipal Waste auf. Der Gesang zeigt zudem deutliche Death-Metal-Einflüsse. Einzelne Songs gehen dabei bereits in Richtung Grindcore, so dass diese Stücke Längen von unter einer Minute haben. Auf ihren Alben finden sich außerdem immer wieder kurze, akustische Zwischenstücke zur Auflockerung. Auf dem Album Back to the Noose spielten Ron „Bumblefoot“ Thal und „Diamond“ Dave Davidson (Revocation) einige Soli ein.
Des Weiteren wird Band häufig fälschlicherweise als Pagan-Metal-Band bezeichnet. Da ihre Songtexte sich allerdings ausschließlich um Piraten handeln und nicht um heidnische Themen findet dieser Begriff hier eine falsche Verwendung.
Als Einflüsse geben die Bandmitglieder Oldschool-Thrash-Bands wie S.O.D., Anthrax und Megadeth, aber auch Bands wie Death und Blind Guardian an.

## Diskografie

### Alben
- 2006: Crewed by the Damned
- 2009: Back to the Noose
- 2010: Crime Always Pays

### Demos
- 2005: Demo
- 2005: Yo Ho Demo

### Videos
- 2008: Drink Up
- 2009: Cruise Ship Terror